# Утяшевский сельсовет
Утяшевский сельсовет — муниципальное образование в Белокатайском районе Башкортостана.

## История
Согласно «Закону о границах, статусе и административных центрах муниципальных образований в Республике Башкортостан» имеет статус сельского поселения.

## Состав сельского поселения
| № | Населённый пункт | Тип населённого пункта          | Население |
| - | ---------------- | ------------------------------- | --------- |
| 1 | Нижнеутяшево     | деревня, административный центр | ↘420      |
| 2 | Апутово          | село                            | ↘274      |
| 3 | Верхнеутяшево    | деревня                         | ↘248      |
| 4 | Красный Пахарь   | деревня                         | ↘130      |

## Население
| 2002 | 2009  | 2010  | 2012  | 2013 | 2014 | 2015 |
| ---- | ----- | ----- | ----- | ---- | ---- | ---- |
| 1148 | ↗1179 | ↘1072 | ↘1046 | ↘985 | ↘941 | ↘908 |
| 2016 | 2017  |       |       |      |      |      |
| ↗927 | ↘902  |       |       |      |      |      |